# 두번째 프러포즈
《두 번째 프러포즈》는 2004년 9월 8일부터 2004년 11월 18일까지 방영한 한국방송공사의 텔레비전 드라마인데 로즈마리 이후 이 작품까지 KBS의 수목드라마는 한동안 미니시리즈 형식으로 진행됐다.

## 등장 인물
- 오연수 : 장미영 역
- 김영호 : 이민석 역
- 허영란 : 황연정 역
- 오지호 : 남경수 역
- 김일우 : 송재원 역
- 최란 : 고명옥 역
- 정동화 : 정세준 역
- 신윤정 : 이유경 역
- 김승환 : 나철수 역
- 김유석 : 석태우 역
- 반효정 : 양순심 역
- 김성원 : 김동규 역
- 박주아 : 마영순 역
- 한지안 : 이꽃비 역
- 이준혁 : 이단비 역
- 김민희
- 변희봉
- 박푸름
- 허인영
- 박현정
- 김상식
- 김산
- 김여진
- 고규필
- 김하은
- 최지해
- 백소미
- 지현우
- 양주호
- 김홍수
- 박경순
- 고진명
- 최성웅
- 엄동환
- 양재원
- 신준영
- 최상길
- 이정성
- 정영금
- 박규점
- 공재원
- 권혁호
- 임대호
- 윤용현
- 김형일
- 강신조
- 정종현
- 한춘일
- 윤갑수

## 연장
- 2004년 10월 30일 : 두번째 프러포즈 방영 분량이 20부작에서 2회 연장되어 22부작으로 변경 및 확정되었다.

## 참고 사항
- 원래 제목은 <우리 마누라>였으나[1] 통속적인 이유로 변경됐다.
- 허영란 자리에는 당초 박선영이 낙점되었으나[2] 배역 문제로 고사했다.